# SING!! 〜SEGA GAME MUSIC presented by B.B.Queens
『SING!! 〜SEGA GAME MUSIC presented by B.B.Queens』（シング!! セガゲームミュージック プレゼンテッド バイ ビー ビー クィーンズ）はB.B.クィーンズの4枚目のアルバムである。1992年7月26日にBMGビクターから発売。

## 内容
セガ（後のセガホールディングス）とのタイアップミュージックアルバムでもあり、事実上のラストアルバムでもある。ジャケットイラストにはソニック・ザ・ヘッジホッグが使われており、メガCDに入れると『テディーボーイ・ブルース』がプレイ出来る。
B.B.クイーンズ名義の作品ではあるが、メンバーではない生沢佑一、片山圭司、メジャー・デビューして間もない大黒摩季もボーカルとして参加するなど、当時のビーイングが頻繁にリリースしていたひとつのコンセプトに沿った楽曲を集めた「オムニバス作品」に近い形式となっている。

## 収録曲
| 全作詞: Larry Lange & SHAPIRO, BERNSTEIN & CO.INC.（#1を除く）、全編曲: 明石昌夫（#1を除く）。 |                                                          |                                                        |                     |                     |      |
| #                                                                                              | タイトル                                                 | 作詞                                                   | 作曲                | 歌                  | 時間 |
| 1.                                                                                             | 「TEDDY BOY BLUES」(ゲームソフト)                        | Larry Lange & SHAPIRO, BERNSTEIN & CO.INC.（#1を除く） |                     |                     | 3:21 |
| 2.                                                                                             | 「FUNKY BROTHERS」(テディーボーイブルース)               | Larry Lange & SHAPIRO, BERNSTEIN & CO.INC.（#1を除く） | 瀬津丸勝            | 坪倉唯子            | 3:28 |
| 3.                                                                                             | 「CRAZY CRAZY」(クイズスクランブル 3 in 1)               | Larry Lange & SHAPIRO, BERNSTEIN & CO.INC.（#1を除く） | 幡谷尚史 鎌谷千佳子 | 宇徳敬子            | 4:35 |
| 4.                                                                                             | 「AFTER TONIGHT」(アウトラン)                            | Larry Lange & SHAPIRO, BERNSTEIN & CO.INC.（#1を除く） | 川口博史            | 生沢佑一 & 大黒摩季 | 5:07 |
| 5.                                                                                             | 「DANGEROUS HEART」(アーネスト・エバンス)                | Larry Lange & SHAPIRO, BERNSTEIN & CO.INC.（#1を除く） | 桜庭統              | 近藤房之助          | 5:17 |
| 6.                                                                                             | 「STRENGTH FOR THE JOURNEY」(天下布武〜英雄たちの咆哮〜) | Larry Lange & SHAPIRO, BERNSTEIN & CO.INC.（#1を除く） | Mecano Associates   | 栗林誠一郎          | 5:38 |
| 7.                                                                                             | 「SPEED OF LOVE」(アイルトン・セナ スーパーモナコGP II)  | Larry Lange & SHAPIRO, BERNSTEIN & CO.INC.（#1を除く） | 上保徳彦 小黒晴代   | 生沢佑一            | 4:59 |
| 8.                                                                                             | 「BURININ LOVE」(アフターバーナーII)                     | Larry Lange & SHAPIRO, BERNSTEIN & CO.INC.（#1を除く） | 川口博史            | 片山圭司 & 大黒摩季 | 4:37 |
| 9.                                                                                             | 「（I Fight）FIRE WITH FIRE」(ゴールデンアックスII)      | Larry Lange & SHAPIRO, BERNSTEIN & CO.INC.（#1を除く） | 幡谷尚史            | 片山圭司            | 4:45 |
| 合計時間:                                                                                      | 合計時間:                                                | 合計時間:                                              | 合計時間:           | 41:47               |      |